# 로시 (가수)
로시(Rothy, 본명: 강주희, 1999년 5월 6일 ~ )는 대한민국의 가수이다.

## 생애
로시는 중학교 시절 오디션을 보고 신승훈의 소속사 도로시 컴퍼니에 들어가 신승훈에게 직접 4년간 트레이닝을 받으며 기량을 갈고 닦은 뒤 가요계에 등장했다.
4년간 도로시 컴퍼니의 연습생으로 지냈던 시간은 그에게 소중한 기억으로 남아있다고 한다. 일반적인 아이돌 연습생과는 차별화된 트레이닝을 받았다고 한다.
"송캠프도 가고, 춤도 배우고, 기타도 배웠다. 보컬 트레이닝에 집중했는데 선생님이 두분이었다. 또 신승훈 대표님께도 일대일 맞춤 지도를 받았다. 그점이 차별화된 지점일 것”이라고 설명했다.
5년이 넘는 시간 동안 신승훈에게 특별 트레이닝을 받아온 로시는 음악성과 대중성을 겸비한 실력파로, '신승훈의 뮤즈'로 떠오르며 데뷔 전 가요계의 이목을 집중시켰다.
영국 팝가수 Jessie J를 존경한다고 말하며 처음 이분 의 라이브 무대 영상을 봤을 때 모든 사람들을 압도하는 카리스마와 정말 노래며 퍼포먼스며 무대매 너며 자신 있고 즐기며 공연을 하는 모습을 보고 한눈에 반했다고 한다. 중학생 때부터 공연 영상을 찾아보면서 '음악을 사랑하고 음악을 직업이 아닌 놀이처럼 즐기고 싶다'는 마음 이 생겼었다고 한다.
또한 그녀는 롤모델로는 아이유라고 말하며 그녀처럼 탑 아티스트가 되고 솔로 여성 가수로서 누군가 자신을 보고 걸을 수 있는 가수가 되고 싶다고 밝혔다.
로시의 처음 쓰는 프로필에서 로시는 자신의 매력을 목소리라고 하며 귀여운 외모와는 상반대는 목소리를 가지고 있어 사람들이 놀라기 때문이라고 설명했다.
그녀의 성격은 영상 곳곳에서 보였는 데 그녀 자신이 말하는 것처럼 털털해도 너무 털털한 성격을 가지고 있다.

## 활동

### 2017
- 1st single [Stars] 2017.11.09
  - 첫 앨범에서는 꿈을 찾는 소녀의 이야기를 담았다. 로시는 일률적인 사랑 이야기를 떠나 나 자신에 대한 위안과 힘들어하는 모든 이들에게 공감을 주는 가사를 선보였다. 프로듀서 신승훈씨는 "로시의 시작은 공감으로 해보려 합니다. 평소에도 나이답지 않게 친구들에게 위안을 주는 노래를 하고 싶어 하는 걸 알기에, 로시의 10대 마지막을 자아정체성과 혼란에 대한 위로와 자신감을 찾아주는 노래로 시작을 해보려 합니다"며 "인기를 얻는 것도 중요하겠지만, 본인의 노래를 공감해주는 사람들로부터 음악인으로서의 보람을 찾았으면 하는 바람입니다"라고 제작자로서 진심이 담긴 바람을 드러냈다.[6]

2017년 11월 9일 로시는 이 날 목요일 PM 12:00에 데뷔를 했다.
신인가수 로시의 데뷔곡 'Stars'가 지난 7일 M2 Voice 채널의 '페이스 라이브(Face Live)' 공개 이후 음악 팬들에게 큰 반향을 일으키며 '차트 역주행'에 성공했다.
로시의 'Stars' '페이스 라이브' 콘텐츠 공개 직후 음악 사이트 멜론 실시간 검색어 3위에 오른 것에 이어 지니뮤직 톱 100에 진입, 59위를 기록했으며 멜론에서도 368위에서 194위로 167계단 급상승, 발매 이후 최고 순위를 기록했다.
12월 15일부터 17일까지 3일간 서울 올림픽공원 올림픽홀에서 연말 콘서트 '2017 THE 신승훈 SHOW-Winter Special'에 게스트로 초대했다.

### 2018
- 저글러스 OST Part.5 2018.01.02 블락비 유권과 함께 참여한 드라마 저글러스의 OST가 공개되었다.
- 3월 27일 키썸의 '남겨둘게'를 딩고뮤직에서 키썸과 부른 세로 라이브 영상이 공개되었다.

- 2nd single [술래] 2018.06.01
  - 두 번째 앨범에서는 스무살이 된 로시가 자아를 찾아가는 이야기로 한층 성장한 모습을 보여줬다.[10] 이번 뮤직비디오에서 유승호가 출연한다.[11]
- 김비서가 왜 그럴까 OST Part.4 2018.06.27 펜타곤의 진호와 함께 참여한 드라마 김비서가 왜 그럴까의 OST가 공개되었다.
- 리플리 Vol.2 2018.07.08 뮤직드라마 리플리의 OST가 공개되었다. 신승훈의 나비효과를 리메이크 한 곡이다.
- 1st mini album [Shape of Rothy]2018.08.30
  - 로시의 정식 데뷔곡 ‘버닝’은 트렌디한 업템포의 트로피컬 하우스 장르의 곡으로, 팝송을 듣는 듯한 세련된 멜로디와 사랑을 촛불과 반딧불이로 비유한 감각적인 가사가 인상적이다. 대중적인 멜로디와 중독적인 킬링 파트, 높은 음악성을 고루 갖춘 웰메이드 곡으로 주목받고 있다.[12]
- 다음날 로시 (ROTHY) - 버닝 (Burning) [엉망진창 제작소 : LIVE]가 공개되었다. [13]
- 2018년 9월 7일 유희열의 스케치북에 출연했다.[14]
- 2018년 9월 12일 오후 9시 방송되는 네이버 V라이브 '캐스퍼라디오' 스페셜 DJ로 발탁되어 '로시의 립(Lip)밤'을 진행했다.[15]
- 2018년 9월 20일 엠카운트다운에서 지난해 발표한 'Stars'로 다시 무대에 섰다. 이는 리스너들의 요청이 적극 반영된 것이라고 한다.[16][17]
- 뷰티 인사이드 OST Part.1 2018.10.01드라마 뷰티 인사이드의 OST '구름'이 공개되었다.
  - 신예 로시가 부른 첫 번째 OST ‘구름’은 몽글몽글 피어나는 감정을 어디에라도 감추고 싶은 수줍은 마음을 담고 있는 러브송으로 드라마 첫 회부터 삽입되며 두 주인공 한세계(서현진 분), 서도재(이민기 분)의 달콤 엉뚱한 러브라인에 포인트 음악으로 활약한다.[18]
- 2018년 11월 2일 로시 (Rothy) - 나비효과 Live를 [산들의 별이 빛나는 밤에]에서 불렀다.[19]
- 2018년 11월 13일 2019학년도 대학수학능력시험 응원 메시지가 올라왔다.[20]
- 2018년 11월 23일 1주년을 기념하여 VLIVE에 ★로시의 우당탕탕 1주년 파티준비★게시물이 올라왔다.[21]

### 2019
- 3rd single [다 핀 꽃] 2019.01.30
  - [다 핀 꽃]은 '다 핀 꽃'은 이름 모를 꽃 한 송이와, 길가에 버려진 침대를 헤어진 아픔에 절묘하게 비유해 녹여낸 곡이다. 올해 스물한 살이 된 로시의 한층 애절해진 목소리가 담겨있어 로시 만의 유니크하고 더욱 발전한 보컬능력을 고스란히 느낄 수 있다. 웰메이드 발라드로 사랑을 받았던 로시가 이번 앨범을 통해서 또 다른 로시의 감성을 전해줄지 눈길을 끈다.[22] 어쿠스틱 기타와 오케스트라가 조화를 이루며 웅장하면서도 깊은 울림을 선사한다. 여기에 로시의 유니크한 보컬이 더해지며 겨울 감성을 제대로 저격할 예정이다. 특히, 발매 전 공식 SNS를 통해 공개된 '다 핀 꽃' 1분 미리듣기 영상이 2시간 만에 10만 조회수를 기록, 음원사이트 검색어 1위에 오르는 등 발매 전부터 뜨거운 반응을 얻고 있다.[23]
- 2019년 1월 30일 멜론 차트에서 75위를 차지했다.[24]
- 2019년 1월 31일
  - 신예 로시의 신곡 '다 핀 꽃'의 인기가 심상치 않다. '다 핀 꽃'은 31일 오전 9시 기준 지니, 올레뮤직 2위, 몽키3 6위, 소리바다 8위, 네이버뮤직 14위, 벅스 20위, 멜론 26위, 엠넷 30위 등을 기록하며 뜨거운 반응을 얻고 있다. 신인 가수로는 이례적으로 음원차트 최상위권에 이름을 올리며 남다른 존재감을 과시하고 있다.[25]
- 2019년 2월 7일 [문희준의 뮤직쇼]'좋은 건 함께 봅시다 with 로시 & 노태현 (개인기 미션)'로 '버닝' 안무와 '나비효과' 한소절, 개인기로 레드벨벳의 빨간맛을 불렀다.[26]

- 로맨스는 별책부록 OST Part.2 2019.02.10
  - '레인보우(Rainbow)'는 어쿠스틱한 밴드사운드가 돋보이는 곡이다. 곡 전반에 걸쳐 들려오는 러프한 드럼과 어쿠스틱 기타의 조합은 노래를 듣는 내내 부담스럽지 않는 담백함으로 리스너들의 귀를 사로잡는다. 이번 OST는 단이(이나영 분)을 향한 은호(이종석 분)의 마음을 대변하는 메인 테마송 역할을 할 예정이다. '매일 밤 매일 난 니가 있던 하루를 떠올리며 입가에 네 이름 잔뜩 물고 그리움을 안고 잠이 들죠'라는 구절에서 보여주듯 은호의 애틋한 사랑을 담아낸 가사가 인상적이다.[27]
- 2019년 2월 11일 [신승훈x로시]가 함께한 텔로 브랜드음원, 'Fortune Teller'가 공개되었다.[28]
- 2019년 2월 18일 로시(Rothy) OFFICIAL FANDOM NAME [Bloomimg]이 발표되었다.
  - 꽃이 만개한다는 뜻을 가진 '블루밍(Blooming)'은 로시를 닮아 꽃 같이 아름다운 사람들을 상징하며, 활짝 핀 꽃 길을 항상 함께 걷는 로시와 블루밍이 되길 바라는 의미를 담고 있습니다.[29]
- 2nd mini album [COLOR OF ROTHY] 2019.05.27
  - 첫 번째 미니앨범 '셰이프 오브 로시(Shape of Rothy)'로 로시의 음악의 형태를 스케치하듯 그려냈다면, 이번 '컬러 오브 로시'를 통해서는 로시만이 가지고 있는 다채로운 음악 세계를 한층 구체적으로 보여줄 예정이다.[30]
  - "가수 로시가 27일 두 번째 미니앨범 '컬러 오브 로시'를 발표한다. 데뷔 앨범 '셰이프 오브 로시'로 다양한 장르를 소화하는 전천후 뮤지션으로서의 로시의 형태를 드러냈다면, 이번 앨범을 통해서는 다채로운 색깔을 지닌 뮤지션으로서의 모습을 보여줄 예정이다"_ 도로시컴퍼니[31] '버닝'이후 두번째 댄스곡이다. 이에 로시는 "같은 댄스곡이지만 전혀 다른 장르곡을 만나게 되어서 새로운 도전과 설렘이 공존한다고 답했다." 로시는 "저의 타이틀곡 “BEE”는 꽃에 꿀벌들이 모여드는 모습에 비유를 한 가사로 아주 귀엽고 시크하고 당돌한 모습을 보여줄 수 있는 힙합 알앤비 곡입니다!" 이라고 자신의 앨범을 소개했다. 수록곡'어제보다 자랐어'는 "저의 성장스토리를 담은 내용의 곡이기에 더욱 애정이 많이 가는 곡입니다 'Stars'에 이어서 또 다른 위로의 힐링송이 나오지 않았을까 싶습니다."라고 말했다.[32]
- 2019년 5월 27일 [1인칭 라이브] 로시(Rothy) - BEE가 공개되었다.[33]
- 2019년 5월 29일 2019.05.29 - 2019.06.12동안 로시의 두번째 미니앨범으로 현대백화점 삼성점에서 만나볼 수 있다.[34]
- 2019년 6월 1일 [릴레이댄스] 로시 (Rothy) - BEE가 공개되었다.[35]

## 음반

### 싱글 앨범
|   | 음반 정보 | 트랙리스트              |
| 1 | Stars - 포맷 : CD, 디지털 다운로드 - 발매일자 : 2017년 11월 9일 - 레이블 : 지니뮤직 · 스톤 뮤직 엔터테인먼트 | 1 Stars 2 Stars (Inst.) |

|   | 음반 정보                                                                                                  | 트랙리스트            |
| 2 | 술래 - 포맷 : CD, 디지털 다운로드 - 발매일자 : 2018년 6월 1일 - 레이블 : 지니뮤직 · 스톤 뮤직 엔터테인먼트 | 1 술래 2 술래 (Inst.) |

|   | 음반 정보 | 트랙리스트                    |
| 3 | 다 핀 꽃 - 포맷 : CD, 디지털 다운로드 - 발매일자 : 2019년 1월 30일 - 레이블 : 지니뮤직 · 스톤 뮤직 엔터테인먼트 | 1 다 핀 꽃 2 다 핀 꽃 (Inst.) |

### 미니 앨범
|   | 음반 정보 | 트랙리스트 |
| 1 | Shape of Rothy - 포맷 : CD, 디지털 다운로드 - 발매일자 : 2018년 8월 30일 - 레이블 : 지니뮤직 · 스톤 뮤직 엔터테인먼트 | 1 버닝(Burning) 2 잃어버린 시간을 찾아서 3 Stars 4 술래 5 잃어버린 시간을 찾아서 (Inst.) 6 버닝(Burning) (Inst.) |

|   | 음반 정보 | 트랙리스트                                              |
| 2 | COLOR OF ROTHY - 포맷 : CD, 디지털 다운로드 - 발매일자 : 2019년 5월 27일 - 레이블 : 지니뮤직 · 스톤 뮤직 엔터테인먼트 | 1 BEE 2 어제보다 자랐어 3 온도 4 다 핀 꽃 5 BEE (Inst.) |

### OST
| 음반 정보                                                                                       | 트랙리스트                                                                               |
| 저글러스 OST Part.5 - 포맷 : CD, 디지털 다운로드 - 발매일자 : 2018년 1월 2일 - 레이블 : 카카오M | 1 애기애기해 _ 유권(블락비), 로시(Rothy) 2 애기애기해(Inst.) _ 유권(블락비), 로시(Rothy) |

| 음반 정보                                                                                                  | 트랙리스트                                                                              |
| 김비서가 왜 그럴까 OST Part.4 - 포맷 : CD, 디지털 다운로드 - 발매일자 : 2018년 6월 27일 - 레이블 : 카카오M | 1 조금만 더 _ 진호(펜타곤), 로시(Rothy) 2 조금만 더 (Inst.) _ 진호(펜타곤), 로시(Rothy) |

| 음반 정보                                                                                     | 트랙리스트                                               |
| 리플리 OST Part.4 - 포맷 : CD, 디지털 다운로드 - 발매일자 : 2018년 7월 8일 - 레이블 : 카카오M | 1 나비효과 _ 로시(Rothy) 2 나비효과(Inst.) _ 로시(Rothy) |

| 음반 정보                                                                                              | 트랙리스트                                        |
| 뷰티 인사이드 OST Part.1 - 포맷 : CD, 디지털 다운로드 - 발매일자 : 2018년 10월 1일 - 레이블 : 뮤직앤뉴 | 1 구름 _ 로시(Rothy) 2 구름 (Inst.) _ 로시(Rothy) |

| 음반 정보                                                                                                 | 트랙리스트                                               |
| 로맨스는 별책부록 OST Part.2 - 포맷 : CD, 디지털 다운로드 - 발매일자 : 2019년 2월 10일 - 레이블 : 카카오M | 1 레인보우 _ 로시(Rothy) 2 레인보우(Inst.) _ 로시(Rothy) |

| 음반 정보                                                                                            | 트랙리스트                                                                        |
| 편의점 샛별이 OST Part.4 - 포맷 : CD, 디지털 다운로드 - 발매일자 : 2020년 7월 4일 - 레이블 : Dreamus | 1 잠이 오지 않는 밤에 _ 로시 (Rothy) 2 잠이 오지 않는 밤에 (Inst.) _ 로시 (Rothy) |

| 음반 정보 | 트랙리스트                                                                        |
| 기상청 사람들 : 사내연애 잔혹사 편 OST Part.4 - 포맷 : CD, 디지털 다운로드 - 발매일자 : 2022년 3월 12일 - 레이블 : 벅스 | 1 소중한 게 생겼나 봐 _ 로시 (Rothy) 2 소중한 게 생겼나 봐 (Inst.) _ 로시 (Rothy) |

## 출연작

### 뮤직비디오
| 연도   | 월   | 곡 제목               | 시간 |
| ------ | ---- | --------------------- | ---- |
| 2017년 | 11월 | Stars                 | 4:30 |
| 2017년 | 11월 | 메이킹필름            |      |
| 2018년 | 6월  | 술래                  | 4:26 |
| 2018년 | 6월  | 메이킹필름            |      |
| 2018년 | 8월  | 버닝                  | 3:36 |
| 2018년 | 8월  | 메이킹필름            |      |
| 2018년 | 8월  | 잃어버린시간을 찾아서 | 3:51 |
| 2019년 | 1월  | 다 핀 꽃              | 3:51 |
| 2019년 | 1월  | 메이킹필름            |      |
| 2019년 | 6월  | BEE                   | 4:53 |
| 2019년 | 6월  | 메이킹필름            |      |

### 예능
- 2019년 MBC 《미스터리 음악쇼 복면가왕》 - 내 귀에 허니~ 꿀보이스 (참가자)
- 2019년 SBS 《런닝맨》 461회 7월 28일 방송; 게스트 - 장진희, 송지인, 승희 와 함께
- 2020년 SBS 《집사부일체》 게스트